# Maja Pawlowna Abramowa
Maja Pawlowna Abramowa (russisch Мая Павловна Абрамова; * 5. Oktober 1931 in Swerdlowsk; † 4. April 2003 in Moskau) war eine sowjetisch-russische Prähistorikerin.

## Leben
Abramowa stammte aus einer Lehrerfamilie. Nach dem Umzug der Familie nach Moskau 1940 lehrte der Vater an höheren Bildungseinrichtungen. Nach der Rückkehr aus dem Deutsch-Sowjetischen Krieg wurde er Direktor des Moskauer Staatlichen Bibliotheksinstituts. Nach dem Schulabschluss 1949 studierte Abramowa an der Lomonossow-Universität Moskau (MGU) an der Historischen Fakultät mit Abschluss 1954. Schon als Studentin interessierte sie sich für Archäologie und die Sarmaten. Seit 1951 hatte sie an Expeditionen in verschiedene Regionen der UdSSR von Nowgorod bis Transbaikalien teilgenommen.
Es folgte die dreijährige Aspirantur im Moskauer Historischen Museum. Abramowa arbeitete dann dort bis 1980 und verwaltete die Kaukasus-Sammlungen. Sie konzentrierte sich auf das Studium der Sarmaten und verteidigte 1962 an der MGU mit Erfolg ihre Dissertation über die Kultur der sarmatischen Stämme der Steppen an Wolga und Dnepr vom 2. Jahrhundert v. Chr. bis zum 1. Jahrhundert n. Chr. für die Promotion zur Kandidatin der historischen Wissenschaften. Sie wurde Mitglied der Museumskommission für die Entwicklung von Standards der wissenschaftlichen Sammlungsbehandlung.
Auf Empfehlung der Museumsdirektion wurde Abramowa 1973 vom Kulturministerium der UdSSR in die Demokratische Volksrepublik Jemen geschickt, um bei der Aufnahme der Museumsarbeit zu helfen.
Abramowa wechselte 1980 in die Abteilung für Skythisch-Sarmatische Archäologie des Moskauer Instituts für Archäologie der Akademie der Wissenschaften der UdSSR. 1990 verteidigte sie mit Erfolg ihre Doktor-Dissertation über das mittlere Vorkaukasusland in sarmatischer Zeit (3. Jahrhundert v. Chr.–4. Jahrhundert n. Chr.) für die Promotion zur Doktorin der historischen Wissenschaften. In der von Jewgeni Krupnow geleiteten Nordkaukasus-Expedition beteiligte sie sich an den Ausgrabungen der Siedlung Serschen-Jurt bei Schali, des Buinaksk-Kurgans und des Podkumok-Gräberfelds in der Region Stawropol sowie an der Prospektion des Nischne-Dschudatski-Gräberfelds in Kabardino-Balkarien. Ein Forschungsschwerpunkt wurde die Geschichte der Alanen.